# Tim Schneider
Tim Schneider (Berlino, 1º settembre 1997) è un cestista tedesco.

## Statistiche

### Eurolega
| Anno      | Squadra      | PG  | PT | MP   | TC%  | 3P%  | TL%  | RP  | AP  | PRP | SP  | PP  |
| --------- | ------------ | --- | -- | ---- | ---- | ---- | ---- | --- | --- | --- | --- | --- |
| 2019-2020 | Alba Berlino | 16  | 0  | 11,8 | 39,2 | 36,8 | 75,0 | 1,2 | 0,3 | 0,3 | 0,1 | 3,8 |
| 2020-2021 | Alba Berlino | 28  | 0  | 11,2 | 33,0 | 29,5 | 71,4 | 1,5 | 0,3 | 0,1 | 0,1 | 2,8 |
| 2021-2022 | Alba Berlino | 22  | 4  | 11,8 | 33,8 | 22,2 | 37,5 | 2,2 | 0,2 | 0,2 | 0,0 | 2,6 |
| 2022-2023 | Alba Berlino | 23  | 3  | 10,4 | 39,7 | 43,2 | 75,0 | 1,9 | 0,4 | 0,3 | 0,1 | 3,3 |
| 2023-2024 | Alba Berlino | 33  | 9  | 16,1 | 40,4 | 24,7 | 53,3 | 2,2 | 0,6 | 0,3 | 0,0 | 4,3 |
| 2024-2025 | Alba Berlino | 32  | 16 | 19,6 | 41,4 | 29,2 | 57,6 | 3,3 | 0,4 | 0,4 | 0,2 | 5,6 |
| Carriera  | Carriera     | 154 | 32 | 14,0 | 38,5 | 29,7 | 60,2 | 2,1 | 0,4 | 0,3 | 0,1 | 3,8 |

### Eurocup
| Anno      | Squadra      | PG | PT | MP   | TC%  | 3P%  | TL%  | RP  | AP  | PRP | SP  | PP  |
| --------- | ------------ | -- | -- | ---- | ---- | ---- | ---- | --- | --- | --- | --- | --- |
| 2016-2017 | Alba Berlino | 2  | 0  | 3,0  | 0,0  | 0,0  | -    | 0,0 | 0,0 | 0,0 | 0,0 | 0,0 |
| 2017-2018 | Alba Berlino | 14 | 1  | 12,8 | 42,3 | 22,7 | 45,5 | 1,9 | 0,4 | 0,3 | 0,1 | 3,9 |
| 2018-2019 | Alba Berlino | 23 | 0  | 11,8 | 47,0 | 52,8 | 75,0 | 1,9 | 0,3 | 0,3 | 0,0 | 3,8 |
| Carriera  | Carriera     | 39 | 1  | 11,7 | 44,5 | 40,7 | 57,9 | 1,8 | 0,4 | 0,3 | 0,1 | 3,6 |

## Palmarès
- Campionato tedesco: 3

Alba Berlino: 2019-20, 2020-21, 2021-22
- Coppa di Germania: 2

Alba Berlino: 2019-20, 2021-22